# Compagnie des fonderies et forges de l'Horme
La Compagnie des Fonderies et Forges de l'Horme est formée à Lyon le 2 juillet 1847, selon une ordonnance royale N°22 150. Les statuts sont déposés chez maitre Tavernier notaire à Lyon le 22 mai 1847. 
Les forges sont situées sur la commune  de Saint-Julien-en-Jarez (Loire)  dans la vallée du Gier.

## Historique
L'entreprise est née d'une association entre Augustin Girardet et Jacques-Marie Ardaillon,. 
La compagnie possède les mines de fer de Saint-Chamond et de Veyras.
En 1877, la Compagnie des Fonderies et Forges de l'Horme absorbe les  Chantiers de La Buire pour devenir les Établissements de l'Horme et de la Buire.
En 1895, la compagnie est mise en liquidation et disparait remplacée par la Société Nouvelle des Établissements de l'Horme et de la Buire.

## La production
La production consiste en travaux de forges et fonderie exécutés pour l'industrie. La compagnie exploite les mines de fer Saint-Chamond (concession du 1er février 1831) et celles de  Veyras en Ardèche près de Privas dont elle reçoit la concession en 1843.